# Superoceaan
Een superoceaan is een oceaan die een supercontinent omringt. Minder gebruikelijk is de definitie van elke oceaan groter dan de Grote Oceaan nu. Aangezien water in superoceanen zich vrij van oost naar west kan verplaatsen, en het opwarmt door de blootstelling aan zonlicht, is het westelijk deel van de oceaan warmer dan het oostelijk deel.

## Lijst van superoceanen

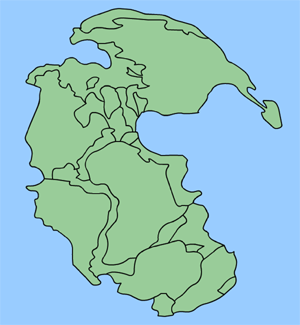
Een superoceaan (Panthalassa) omvatte het supercontinent Pangea tijdens het Perm.

Deze lijst is onvolledig: superoceanen behorende bij continenten zoals Columbia en Ur zijn niet genoemd
- Mirovoi-oceaan (Rodinia)
- Pan-Afrikaanse Oceaan (Pannotia)
- Panthalassa (Pangea)
- Megapacifische Oceaan (Pangea Ultima)